# Klaus Gerster
Klaus Gerster (* 13. August 1956 in Frankfurt am Main) ist ein deutscher Fußballmanager (Eintracht Frankfurt, Borussia Dortmund, Kickers Offenbach), Trainer (Co- und Jugend-Trainer bei Eintracht Frankfurt, Trainer beim Zweitligisten FSV Frankfurt) und Spielervermittler.
Gemeinsam mit seinem Geschäftspartner Paul Koutsoliakos vertrat er in der gemeinsamen Spielervermittlungsagentur zahlreiche Profispieler.
Zu seinen Klienten zählten u. a. Andreas Möller, Albert Streit, Michael Thurk, Markus Pröll, Patrick Ochs, Sotirios Kyrgiakos, Mimoun Azaouagh, Theofanis Gekas, Zvjezdan Misimović, Angelos Charisteas. Seinen Spitznamen „Der schwarze Abt“ erhielt er nach eigener Aussage zu seiner Zeit als Manager von Dortmund durch Frank Mill: „Als ich Manager in Dortmund war, hatte ich einen Bart, schwarze lange Haare und trug oft einen langen schwarzen Mantel. So ist er auf die Idee gekommen.“

## Jugend
Der Sohn eines selbständigen Cafébetreibers in Frankfurt ist im Frankfurter Nordend aufgewachsen.

## Karrierestationen
- Jugendtrainer von Eintracht Frankfurt
- Co-Trainer von Eintracht Frankfurt
- Manager von Eintracht Frankfurt
- Manager von Borussia Dortmund
- 1993 – März 1995 Manager beim FSV Frankfurt
- 1994/1995 Trainer beim FSV Frankfurt
- 1996 – 2001 Manager bei Kickers Offenbach